# Lisa Kristine
Lisa Kristine (* 2. září 1965) je americká dokumentární fotografka. Za svou kariéru procestovala mnoho zemí napříč šesti kontinenty. Zaměřuje se na původní kultury a fotografiemi se snaží upozorňovat na globální problémy jako je moderní otroctví a sexuální vykořisťování.
Vyrůstala na malém městě Orinda v Kalifornii. První fotoaparát dostala v jedenácti letech, kdy začala fotit hlavně přátelé a rodinu. Po ukončení střední školy zaměřené na módu, začala cestovat. S omezeným rozpočtem projela a fotila Evropu, Severní Afriku a Asii. Postupem času se proslavila a získala za svou práci mnoho cen. Při své snaze bojovat proti modernímu vykořisťování spolupracovala například s nevládní organizací Free the Slaves. Na tomto projektu strávila rok, fotografovala v Nepálu, Indie a Ghaně. Při svých cestách, kde je vždy doprovázená tlumočníkem, se snaží subjekt fotografií nejprve poznat, nikdy je nefotografuje bez jejich souhlasu. Vydala již pět knih a mluvila o svých zkušenostech na TED talks událostech, objevila se v médiích jako CNN a Reuters.

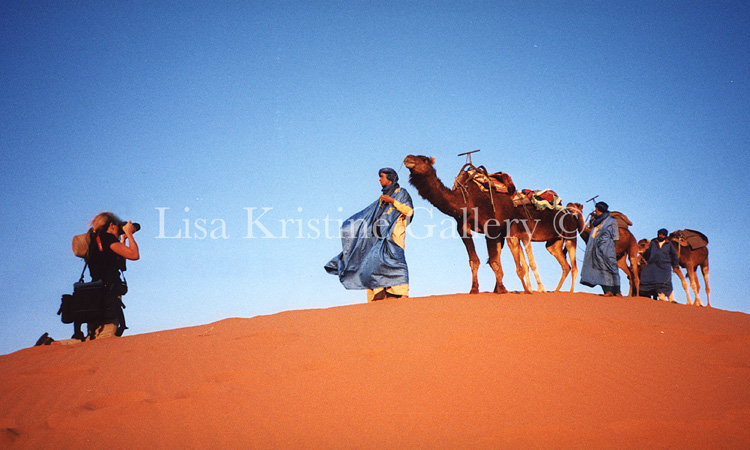
Fotografie pořízená Lisou Kristine